# Jan Coene
Jan Hugo Isidoor Coene (Gent, 21 december 1957) is een Belgisch voormalig bedrijfsleider, bestuurder en ondernemer. Hij was CEO van weefgetouwenproducent Picanol van 2001 tot 2004, wanneer hij na een schandaal opstapte.

## Levensloop
Jan Coene studeerde af als industrieel ingenieur aan de Industriële Hogeschool van het Rijk in Brussel en behaalde een MBA aan de Vlerick School.
Hij begon zijn carrière bij Brown, Boveri & Cie (BBC), dat in 1988 met ASEA tot Asea Brown Boveri (ABB) fuseerde. In 1992 werd hij voorzitter van ABB Service Group en voorzitter van het directiecomité en algemeen directeur van ABB Service Worldwide

### Picanol
In 2001 werd Coene CEO van weefgetouwenproducent Picanol. Hij was er reeds sinds 1999 bestuurder. In oktober 2004 kwamen bij Picanol een loonschandaal, een omstreden aandelenoptieplan en conflicten over deugdelijk bestuur naar buiten waarbij Coene en verscheidene aandeelhouders van de familie Steverlynck betrokken waren. Via deels geheime afspraken had hij zichzelf een loonpakket van 22 miljoen euro over drie jaar toegekend. Hij was hiermee korte tijd de best betaalde manager in België.

### Overige mandaten
Coene werd in 2003 voorzitter van de raad van bestuur van telecombedrijf Belgacom. In 2004 trok Belgacom naar de beurs, maar na het schandaal bij Picanol trad hij in oktober 2004 als voorzitter terug. Theo Dilissen volgde hem op. Hij was tot zijn voorzitterschap in 2003 aanving ook bestuurder van schoenenproducent Brantano en netbeheerder Elia en lid van het strategisch comité van netwerkintegrator Telindus.
Hij bekleedde bestuursmandaten bij spraaktechnologiebedrijf Lernout & Hauspie, textielgroep Domo (geleid door zijn vriend Jan De Clerck) en het Vlaams Economisch Verbond. Hij was ook voorzitter van Siveco Group, lid van het uitvoerend comité van de Koning Boudewijnstichting en voorzitter van Vlerick Leuven Gent Alumni.
Coene behoorde tot de Vlerick-boys.

### Na Picanol
In 2007 nam hij het elektrotechnische bedrijf GLE over. Ook was hij eigenaar van ICTS, dat opleggers en containers verhuurde en onderhield.